# Andy Goldsworthy
Andy Goldsworthy (Cheshire, 26 de julho de 1956) é um escultor, fotógrafo e ambientalista britânico.

## Biografia
Filho de F. Allin Goldsworthy ex-professor de matemática aplicada na Universidade de Leeds, Andy Goldsworthy, nasceu em Cheshire e cresceu em Harrogate, Leeds, West Yorkshire. Aos 13 anos de idade, trabalhou em fazendas como operário Estudou artes na Bradford College of Art (1974–1975) e na Preston Polytechnic (1975–1978) (agora University of Central Lancashire) em Preston, Lancashire, recebendo o título de bacharel em Artes.
Depois de deixar a universidade, viveu em Yorkshire, Lancashire e Cumbria. Em 1985 mudou-se para Langholm, Dumfriesshire, Escócia
Em 1993, foi-lhe conferido um diploma pela Universidade de Bradford. É atualmente professor da Universidade de Cornell, é o autor de um documentário de 2001 Rivers and Tides, longa-metragem, dirigido por Thomas Riedelsheimer.
A fotografia desempenha um papel crucial em sua Obra.
Ele teve 8 prêmios ao longo de sua vida.

## Prêmios
- 1979 – North West Arts Award
- 1980 – Yorkshire Arts Award
- 1981 – Northern Arts Award
- 1982 – Northern Arts Award
- 1986 – Northern Arts Bursary
- 1987 – Scottish Arts Council Award
- 1989 – Northern Electricity Arts Award[3]
- 2000 – Indicado ao título de Officer of the British Empire (Order of the British Empire)[2]

## Publicações
- Andy Goldsworthy (1985). Rain, Sun, Snow, Hail, Mist, Calm: Photoworks by Andy Goldsworthy. Leeds: Henry Moore Centre for the Study of Sculpture. ISBN 0-901981-24-9
- Andy Goldsworthy (1988). Parkland. [Yorkshire]: Yorkshire Sculpture Park. ISBN 1-871480-00-0
- Andy Goldsworthy (1989). Touching North. London: Fabian Carlsson. ISBN 0-948274-06-9
- Andy Goldsworthy (1989). Leaves. London: Common Ground. ISBN 1-870364-07-4
- Andy Goldsworth (1990). Andy Goldsworthy. London: Viking. ISBN 0-670-83213-8 Republicado como Andy Goldsworthy (1990). Andy Goldsworthy : A Collaboration with Nature. New York, N.Y.: H. N. Abrams. ISBN 0-8109-3351-9
- Andy Goldsworthy (1992). Ice and Snow Drawings : 1990–1992. Edinburgh: FruitMarket Gallery. ISBN 0-947912-06-1
- Goldsworthy, Andy; Friedman, Terry (1993). Hand to Earth : Andy Goldsworthy Sculpture, 1976–1990. New York, N.Y.: H. N. Abrams. ISBN 0-8109-3420-5
- Andy Goldsworthy (1994). Stone. London: Viking. ISBN 0-670-85478-6
- Goldsworthy, Andy; Chettle, Steve; Nesbitt, Paul; Humphries, Andrew (1996). Sheepfolds. London: Michael Hue-Williams Fine Art Ltd.
- Andy Goldsworthy (1996). Wood. Introduction by Terry Friedman. London: Viking. ISBN 0-670-87137-0
- Goldsworthy, Andy; Craig, David (1999). Arch. London: Thames & Hudson. ISBN 0-500-01933-9
- Andy Goldsworthy. Chronology by Terry Friedman (2000). Time. London: Thames & Hudson. ISBN 0-500-51026-1
- Goldsworthy, Andy; Thompson, Jerry L.; Storm King Art Center (2000). Wall at Storm King. London: Thames & Hudson. ISBN 0-500-01991-6
- Andy Goldsworthy. Introduction by Judith Collins (2001). Midsummer Snowballs. London: Thames & Hudson. ISBN 0-500-51065-2
- Andy Goldsworthy (2002). Andy Goldsworthy : Refuges D'Art. Lyon; Digne, France: Editions Artha; Musée départemental de Digne. ISBN 2-84845-001-0
- Andy Goldsworthy (2004). Passage. London: Thames & Hudson. ISBN 0-500-51191-8
- Andy Goldsworthy (2007). Enclosure. London: Thames & Hudson. ISBN 978-0-500-09336-8
- Goldsworthy, Andy (2015). Andy Goldsworthy: Ephemeral Works: 2004–2014. New York: Harry N. Abrams. ISBN 978-1419717796